# Ophiorrhiza rugosa
Ophiorrhiza rugosa är en måreväxtart som beskrevs av Nathaniel Wallich. Ophiorrhiza rugosa ingår i släktet Ophiorrhiza och familjen måreväxter.

## Underarter
Arten delas in i följande underarter:
- O. r. angustifolia
- O. r. argentea
- O. r. decumbens
- O. r. merguensis
- O. r. prostrata
- O. r. rugosa